# Philippe Malaud
Philippe Roger Henri André Malaud (ur. 2 października 1925 w Paryżu, zm. 14 października 2007 w Gleizé) – francuski polityk i dyplomata, deputowany krajowy i poseł do Parlamentu Europejskiego II kadencji, przewodniczący Narodowego Centrum Niezależnych i Chłopów, w latach 1973–1974 minister informacji i służby cywilnej.

## Życiorys
Syn maklera Jacques’a Malauda i Odette z domu Desruo. Studiował prawo i literaturoznawstwo na Uniwersytecie Paryskim oraz w École libre des sciences politiques. W 1956 został absolwentem École nationale d’administration w ramach promocji Guy Desbos. Od 1947 do 1954 pracował w resorcie spraw zagranicznych oraz jako attaché ambasady w Warszawie i drugi sekretarz ambasady w Kairze. Był później do 1968 szefem gabinetu ministra spraw zagranicznych Maurice’a Couve de Murville’a i sekretarza stanu André Bettencourta, kierował komisją mającą wyjaśnić zaginięcie marokańskiego polityka Mehdi Ben Barki. Udzielał się jako publicysta i komentator w konserwatywnym Radio Solidarité. Kierował także światową federacją miast partnerskich i europejskim zrzeszeniem ruchów konserwatywnych.
Zaangażował się w działalność polityczną w ramach Narodowego Centrum Niezależnych i Chłopów, od 1980 do 1987 kierował partią. Zasiadał w radzie miejskiej Mâcon, następnie od 1965 do 1983 pozostawał merem Dompierre-les-Ormes. Od 1967 do 1991 był radnym departamentu Saona i Loara, a od 1970 do 1979 kierował tym gremium. W latach 1968–1981 zasiadał w Zgromadzeniu Narodowym (z przerwami na okres pełnienia funkcji ministerialnych). Zajmował stanowisko sekretarza stanu ds. służby cywilnej (1968–1969) i reformy administracyjnej (1969–1971), następnie sekretarza stanu przy premierze (1971–1972) i ministrze informacji (1972–1973). Od października 1973 do lutego 1974 pozostawał ministrem informacji i służby cywilnej. W 1979 wybrany posłem do Parlamentu Europejskiego ze wspólnej listy RPR–UDF, został wiceprzewodniczącym Europejskiego Sojuszu Demokratycznego. W 1988 opuścił CNIP w ramach sprzeciwu wobec dystansowania się partii od Zgromadzenia Narodowego, w tym samym roku kandydował do parlamentu z poparciem FN. Utworzył wówczas ugrupowanie Federacja Narodowa Niezależnych, które funkcjonowało do 1992, po czym powrócił do CNIP i został jego honorowym przewodniczącym.

## Odznaczenia
Odznaczony Legii Honorowej IV klasy, Orderem Narodowym Zasługi V klasy, Orderem Palm Akademickich III klasy, Orderem Zasługi Rolniczej III klasy i Orderem Sztuki i Literatury III klasy. Był także komandorem organizacji American Legion.